# Bloody Bones
Bloody Bones ist in Teilen des englischsprachigen Raumes ein von Kindern gefürchtetes Wesen, ein Dämon oder Geist. Nach Scott Andrew Hutchins kommt Bloody Bones aus Irland und wird manchmal auch Rawhead and Bloody Bones, Tommy Rawhead oder einfach nur Rawhead genannt. Obwohl die Geschichten ursprünglich aus Irland stammen, sind sie auch in Großbritannien und Nordamerika weit verbreitet.
Man sagt, er lebe in der Nähe von Wasser (in älteren Erzählungen) und unter Abflussrohren (in jüngeren Geschichten). Rawhead und Bloody Bones belohnen sehr brave Kinder, bestrafen aber unartige Kinder, indem sie sie das Abflussrohr hinunter oder ins Wasser hinein ziehen und sie ertränken. Zusätzlich zum Ertränken ungezogener Kinder sagt man ihm nach, er sei in der Lage, diese auch in Dinge wie Abfall oder Schmutzflecken zu verwandeln, die dann unbeabsichtigt von unwissenden Eltern saubergemacht werden.

## Erscheinung
Hutchins zitiert Georges McHargue, als er sagt, dass Bloody Bones „Gerüchteweise eine hockende Gestalt haben soll wie ein Stein. Er ist überall bedeckt mit mattem Haar, hat blasse, fade Augen und lebt in dunklen Schränken“.
Sein Erscheinungsbild variiert stark, abhängig von der jeweiligen Erzählung. Sein Aussehen wird beschrieben als:
- ein kriechendes steinähnliches behaartes Wesen
- ein Gremlin mit verdrehtem Fleisch
- ein Hund oder ein alter Mann bedeckt mit Schorf
- ein Brandopfer, allerdings mit scharfen Klauen und Zähnen
- ein riesiger Eber mit fehlenden Fleisch(-stücken)
- eine haarige Kreatur mit langen Fangzähnen, einem buschigen Schwanz und rasiermesserscharfen Klauen
- in einigen Geschichten kann er jede Gestalt annehmen, die er sich auswählt